# 坂田聡
坂田 聡（さかた ただし、1971年12月12日 - ）は日本の俳優、お笑い芸人。福岡県福岡市出身。西南学院高等学校、明治大学商学部卒業。既婚。
大学在学中の1993年にお笑い集団ジョビジョバを結成。2002年12月31日付での活動休止後、2003年よりファザーズコーポレーションに所属。

## 出演

### テレビドラマ
- ごくせん（2002年、日本テレビ）- 柏木豊 役
- えなりかずきの少年探偵 事件でござる3（2003年）- 海老原平 役
- 大河ドラマ 新選組!（2004年、NHK）- 平山五郎 役
- 金曜エンタテイメント / 「おばさんデカ 桜乙女の事件帖13」（2004年）
- 相棒（テレビ朝日）
  - season4 第3話「黒衣の花嫁」（2005年10月26日） - 田村厚 役
  - season18 第1話「アレスの進撃」（2019年10月9日） - 猿若均 役
- 月曜ミステリー劇場（TBS）
  - 十津川警部シリーズ
    - 第29作「松山・道後十七文字の殺人」（2003年9月22日） - ホテル「はなゆづき」フロント・江藤 役
    - 第36作「河津・天城連続殺人事件」（2006年1月9日）
- 月曜ゴールデン（TBS）
  - 十津川警部シリーズ
    - 第44作「特急ソニック殺人事件〜十年目の真実〜」（2011年4月11日） - 水野茂樹 役

  - ヤメ刑探偵 加賀美塔子（2011年6月6日） - 小坂秀夫 役
  - 釣り刑事3（2012年8月27日） - 田中 役
  - 新 法廷荒らし 猪狩文助〜終の棲家〜（2015年3月16日） - 荒木警部補 役
- 月曜名作劇場（TBS）
  - 「十津川警部シリーズ5」（2018年4月9日） - 安住刑事 役
- HERO（2006年、フジテレビ)
- ケータイ刑事 銭形海（2007年、BS-i） - 明太子博 役
- 世にも奇妙な物語 「午前2時のチャイム」（2007年） - 野口衛 役
- ひとがた流し 第1話、第3話（2007年、NHK） - 村上俊彦 役
- 環境超人エコガインダー（2008年、キッズステーション） - おとうさん 役
- Cafe吉祥寺で（2008年、テレビ東京） - 宮田役
- ヴォイス〜命なき者の声〜（2009年1月、フジテレビ） - 佐野秀一 役
- 夏の秘密（2009年、フジテレビ） - 柏木誠 役
- 東京DOGS （2009年11月、フジテレビ） - 中尾 役
- まっすぐな男（2010年2月23日、関西テレビ）
- 警視庁失踪人捜査課 第5話（2010年5月14日、朝日放送・テレビ朝日） - 田村 役
- 絶対零度〜未解決事件特命捜査〜 Last case 「悲しみを打砕く日」（2010年6月22日、フジテレビ）
- 土曜ワイド劇場
  - 「キソウの女1」（2003年） - 佐々木稔 役
  - 「拘置所の女医」（2011年3月5日、テレビ朝日）
- 遺留捜査 第2話（2011年4月20日、テレビ朝日・東映） - 田畑一郎 役
- 水曜ミステリー9（テレビ東京）
  - 松本清張特別企画 張込み （2011年11月2日） - 刑事 役
  - 温泉女将ふたりの事件簿3（2014年1月22日） - 田上伸二 役
  - 葬儀屋松子の事件簿4（2014年3月12日） - 瀬川光男 役
  - 嫌われ監察官 音無一六〜警察内部調査の鬼〜2（2014年11月5日） - 高木和弘 役
- ドラマスペシャル・越境捜査3（2011年12月22日、テレビ朝日） - 吉田忠文 役
- 薄桜記（2012年、NHK BSプレミアム） - 竹腰房之助 役
- さばドル（2012年、テレビ東京） - 大河原卓三 役
- 勇者ヨシヒコと悪霊の鍵 第1話（2012年10月12日、テレビ東京） - 長老 役
- 新春大型時代劇・鬼平犯科帳スペシャル 泥鰌の和助始末（2013年1月4日、フジテレビ） - 源兵衛 役
- クロユリ団地〜序章〜 第5話、第6話（2013年5月7日・14日、TBS） - 山崎吾朗 役
- 白衣のなみだ 第二部「慈命」（2013年） - 江藤 役
- 月曜ゴールデン 「湯けむりバスツアー 桜庭さやかの事件簿5」（2015年） - 安藤刑事 役
- ビンタ!〜弁護士事務員ミノワが愛で解決します〜 第11話（2014年12月11日、読売テレビ・日本テレビ） - 高津良治 役
- ヤメゴク〜ヤクザやめて頂きます〜（2015年4月16日 - 6月18日、TBS） - 藤田喜一郎 役
- リスクの神様 第4話（2015年8月5日、フジテレビ） - 有田俊介 役
- 一路（2015年、NHK BSプレミアム） - 辻井良軒 役
- 大岡越前3 第3話（2016年1月29日、NHK BSプレミアム） - 松吉 役
- ナイトヒーロー NAOTO 第4話（2016年5月7日、テレビ東京） - 本宮 役
- OLですが、キャバ嬢はじめました（2016年6月 - 7月、MBS・TBS系） - 宮本課長 役
- 宇宙の仕事 第10話（2016年、Amazonプライム・ビデオ） - ズガ星人 役
- 嫌われる勇気 第1話（2017年1月13日、フジテレビ） - 坪内翔平 役
- 銭形警部 第3話（2017年3月5日、WOWOW） - 高橋昇太 役
- マッサージ探偵ジョー 第9話（2017年6月11日、テレビ東京） - 前田店長 役
- 噂の女（2018年） - 田端刑事 役
- 今日から俺は!! 第2話（2018年10月21日、日本テレビ） - 黒崎 役
- 遠藤憲一と宮藤官九郎の勉強させていただきます（2018年11月 - 、WOWOW） - 監督 役
- 警視庁・捜査一課長（2019年1月6日、テレビ朝日） - 江並弘敏 役
- THE GOOD WIFE / グッドワイフ 第1話（2019年1月13日、TBS） - 山中宏隆 役
- 特捜9 第10話（2019年6月19日、テレビ朝日） - 田端尚 役
- 特命刑事 カクホの女2 第4話（2019年11月15日、テレビ東京） - 内間良一 役
- 絶メシロード 第11話（2020年4月4日、テレビ東京） - 片桐康夫 役
- 月曜プレミア8 「十津川警部の事件簿」（2020年5月25日、テレビ東京） - 天野一郎 役
- MIU404 第2話 - 最終話（2020年7月3日 - 9月4日、TBS） - 谷山義信 役
- 親バカ青春白書 第4話（2020年8月23日、日本テレビ） - 店長 役
- 24 JAPAN 第9話（2020年12月4日、テレビ朝日） - 伊知地直行 役
- 危険なビーナス 最終話（2020年12月13日、TBS） - 刑事 役
- 六畳間のピアノマン 第3話（2021年2月20日、NHK総合） - 探偵矢野 役
- 書けないッ!?〜脚本家 吉丸圭佑の筋書きのない生活〜 第7話、最終話（2021年3月6日・3月13日、テレビ朝日） - 原口正宗 役
- 着飾る恋には理由があって 第8話（2021年6月8日、TBS） - 梶尾一太 役
- ボイスII 110緊急司令室 第2話、第3話（2021年7月17日・7月24日、日本テレビ） - 被害者の父親 役
- 管理官キング（2022年1月6日、テレビ朝日） - 三浦剛 役
- 連続ドラマW 雨に消えた向日葵（2022年7月24日 - 8月21日、WOWOW） - 呉原信二 役[1]
- 競争の番人 第4話、第5話（2022年8月1日・8月8日、フジテレビ） - 一木晃 役
- ワタシってサバサバしてるから 第15話（2023年2月1日、NHK） - タクシー運転手 役
- 犬神家の一族（2023年4月22日・29日、NHK BSプレミアム・NHK BS4K） - 犬神幸吉 役
- ラストマン-全盲の捜査官- 第1話・第6話（2023年4月23日・5月28日、TBS）
- ギフテッド 第6話（2023年9月9日、東海テレビ・WOWOW） - 加部丈二 役
- 連続テレビ小説 ブギウギ（2023年11月6日 - 12月18日、NHK） - 坂田伝蔵 役[2][3]
- おっさんずラブ-リターンズ- 第5話（2024年2月2日、テレビ朝日） - 足利尊 役
- ジャンヌの裁き 第6話（2024年2月16日、テレビ東京） - 今井健太 役
- 海に眠るダイヤモンド 第10話（2024年12月22日、TBS） - 工芸品店の店主 役
- それでも俺は、妻としたい（2025年1月12日 - 3月30日、テレビ大阪・BSテレビ東京） - 佐々木 役[4]
- こんばんは、朝山家です。（2025年7月6日 - 、朝日放送テレビ・テレビ朝日） - 武藤哲 役[5]

### テレビバラエティ
- 素敵な小箱（2004年、フジテレビ、東京イエローページや、竹中直人の恋のバカンスの流れを汲んだコント特番）
- AKB48 SHOW! 別冊「欅坂46SHOW!」（2017年、BSプレミアム）

### 映画
- アドレナリンドライブ（1999年） - 組員・田中 役
- DRIVE（2002年）
- ラストシーン（2002年）
- KAZUMA≒AMUZAK (2004年、ネットシネマ.TV)
- 雨鱒の川（2004年）
- スウィングガールズ（2004年）
- 虹の女神（2006年）
- それでもボクはやってない（2007年）
- 飲酒運転悲劇の連環（2007年、交通安全教育用作品、東映）
- Girl's BOX（2008年）
- 釣りバカ日誌19 ようこそ!鈴木建設御一行様（2008年）
- 山形スクリーム（2009年）
- ゴールデンスランバー（2010年） - ワイドショーのコメンテーター
- アウトレイジ（2010年） - 大友組組員・岡崎 役
- ギャルバサラ -戦国時代は圏外です-（2011年）
- 毎日かあさん（2011年）
- 白夜行（2011年）
- センチメンタルヤスコ（2012年） - 赤城宗久 役
- 踊る大捜査線 THE FINAL 新たなる希望（2012年）
- サンゴレンジャー（2013年） - 田辺真人 役
- ばしゃ馬さんとビッグマウス（2013年） - 映画監督 役
- 百円の恋（2014年） - 野間明 役
- いたくても いたくても（2016年） - 坂口 役[6]
- 海賊とよばれた男（2016年）
- くも漫。（2017年） - 入院患者 役[7]
- 探偵はBARにいる3（2017年） - 椿秀雄 役
- きばいやんせ!私[8]（2019年、アイエス・フィールド）
- ダンスウィズミー （2019）- タクシー運転手 役
- ファンシー（2020年）
- 嘘八百 京町ロワイヤル（2020年、ギャガ） - 内村 役
- アンダードッグ（2020年、東映ビデオ、武正晴監督）[9]
- 喜劇 愛妻物語（2020年、バンダイナムコアーツ） - 代々木 役
- 君は永遠にそいつらより若い（2021年） - 八木圭介 役
- 鬼が笑う（2022年） - 石川修造 役
- 日本で一番恐くない間取り（2024年）[10]
- 劇場版 それでも俺は、妻としたい（2025年） - 佐々木 役[11]

### ウェブドラマ
- 全裸監督2（2021年6月24日 全話配信、Netflix） - 刑事 役
- 龍が如く〜Beyond the Game〜（2024年、Amazon） - 島田 役

### 舞台
- ザ・ガンビーズ・ショウ（1998年・ナイロン100℃）
- 痛くなるまで目に入れろ（2004年）
- BIGGER BIZ 〜絶体絶命！結城死す？〜（2003年、2005年）
- 流れ姉妹〜身も心も（2005年、2009年、2011年）
- BIGGEST BIZ 〜最後の決戦！ハドソン川を越えろ〜（2006年）
- ナイス・エイジ（2006年・ナイロン100℃）
- 奇人たちの晩餐会（2022年）[12]
- 漫才ギャング -リローデッド-（2023年）
- OUT OF ORDER（2023年） - 支配人 役[13][14]
- 緑に満ちる夜は長く…（2024年） - 鍵屋 役[15]
- ロボット（2024年）[16]
- 6回の表を終わって7-0と苦しい展開が続いております（仮）（2025年）[17]
- テイ・る オブ ナイトメア〜不思議の国の給仕係〜（2025年）[18][19]